# Karl Friedrich Fries
Karl Friedrich Fries (* 21. November 1831 in Winnweiler (damals bayerische Rheinpfalz); † 23. Dezember 1871 in St. Gallen) war ein deutscher Maler des 19. Jahrhunderts.

## Künstlerischer Werdegang

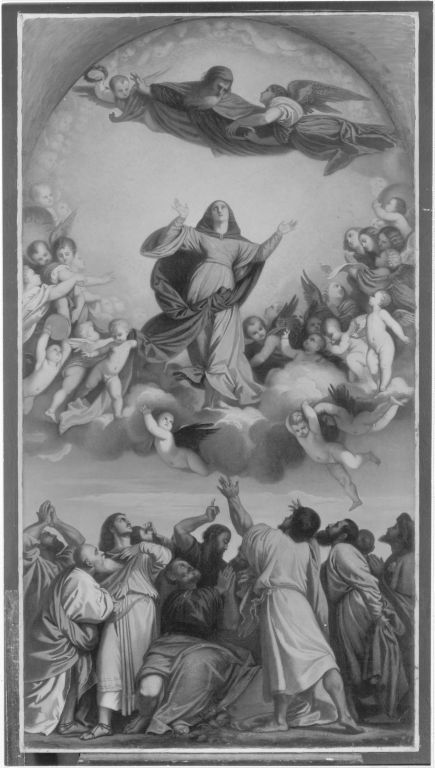
Karl Friedrich Fries, Kopie der Assunta von Tizian

Der Sohn des ortsansässigen Apothekers zeigte schon als Zehnjähriger zeichnerisches Talent. Durch den Großvater, Arzt und Gutsbesitzer aus Alsenborn, ermuntert, begann er mit ersten Kolorierungsversuchen seiner Zeichnungen. Als seine Eltern 1845 mit ihm und seiner jüngeren Schwester nach München zogen, weigerte sich der Vater, ihm nach dem Schulabschluss 1849 am heutigen Wilhelmsgymnasium München eine Ausbildung als Maler zu finanzieren. Deswegen begann Fries mit einem Philosophiestudium. In der Alten Pinakothek begegnete er beim Kopieren von Tizians Karl V. dem eigenwilligen Maler Johann Baptist Berdellé, der in München eine Privatschule betrieb.
Diesem gelang es, den Vater zu überzeugen und so besuchte Fries ab 1851 die Malerschule Berdellés. 1853 setzte Fries die Ausbildung bei Carl Rahl in Wien fort. Im Frühjahr 1856 bereiste er Italien.

### Italienaufenthalt
Zunächst kopierte er die alten Renaissancemeister in Venedig, darunter auch die Assunta (Himmelfahrt Marias) von Tizian (dieses Gemälde erwarb Graf Schack nach seinem Tode für seine Sammlung). Er begegnete dort Anselm Feuerbach, mit dem ihn eine lange Freundschaft verband.
In Florenz traf Fries auf die Dichterin des Risorgimento, Gräfin Laura Beatrice Mancini, die Frau des Grafen Pasquale Stanislao Mancini, des späteren Außenministers Italiens. Er verwandte sie oft als Modell und sie galt als seine „unerfüllte Liebe“.
Nach einem Aufenthalt in Kalabrien begab er sich im Dezember 1856 nach Rom, wo er mit Feuerbach in den Deutschen Künstlerverein aufgenommen wurde. Karl Friedrich Fries gehörte während seines dreijährigen Aufenthaltes dort dem Kreis der Deutschrömer an. Er begegnete vielen Künstlern, darunter Arnold Böcklin, Franz von Lenbach und dem Nazarener Friedrich Overbeck. Besonders die Jahre des Italienaufenthaltes hatten bei dem Künstler tiefe Spuren hinterlassen, war er doch durch die Beziehung zur Gräfin Mancini ungewollt in die Wirrnisse des Untergrundkampfes um ein vereintes Italien geraten.

### Rückkehr
1860 kehrte er nach München zurück und eröffnete dort ein Atelier. Bedingt durch eine Erkrankung in seiner Jugendzeit litt Fries an Depressionen. Schließlich wählte er am 23. Dezember 1871 im schweizerischen St. Gallen den Freitod. Sein Grab befindet sich im heute aufgelassenen Südlichen Friedhof in München.

## Werke
Fries malte hauptsächlich zahlreiche Genre- und Porträtbilder mit Szenen aus dem italienischen Landleben, aber auch mythologische und historische Bilder.
Die Bilder von Fries sind durch einen frischen Kolorismus geprägt. Für das Münchner Bayerische Nationalmuseum (heute Museum Fünf Kontinente) malte er das Fresko Bayern erhält die Kurwürde zurück, das im Zweiten Weltkrieg zerstört wurde. Die meisten seiner Bilder befinden sich in unbekanntem Streubesitz oder sind durch die Kriegswirrnisse verloren gegangen. Erschwerend für die Werkserfassung kommt hinzu, dass der Künstler wie so viele seiner Zeitgenossen seine Bilder meistens nicht signiert hat.

### Einige Werke (Auswahl)
- Die Lorelei – Öl auf Leinwand, 199 × 97 cm – 1857 (Historischen Museums der Pfalz in Speyer)
- Der Lautenspieler – Öl auf Holz, 1858 (Privatbesitz)
- Wein, Weib und Gesang – Öl auf Leinwand, 1860 (Privatbesitz)
- Brunnenszene in Antrodoco – Öl auf Leinwand, 1860 (Privatbesitz)